# 阿部俊雄

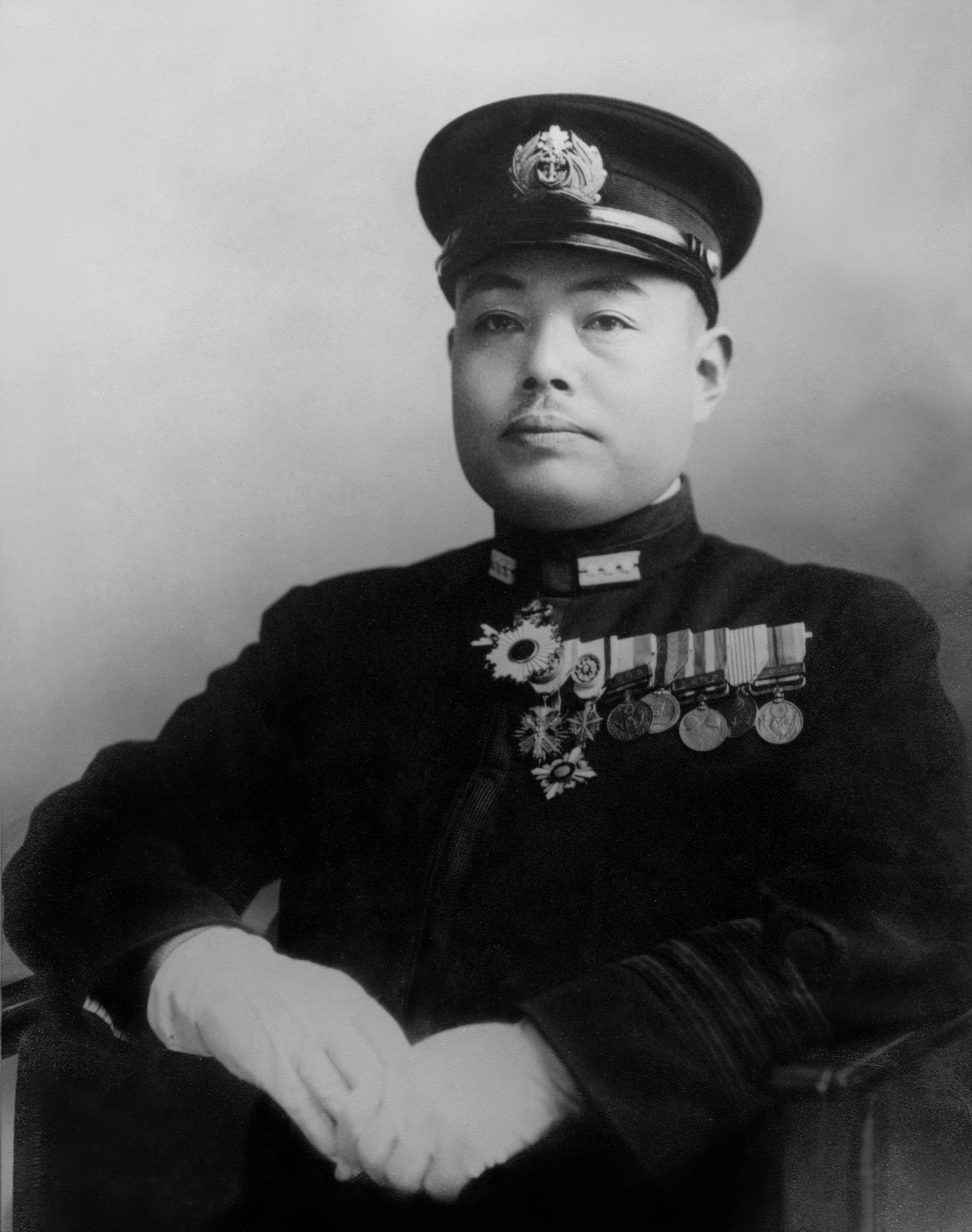
阿部俊雄

阿部 俊雄（あべ としお、1896年（明治29年）4月27日 - 1944年（昭和19年）11月29日）は、日本の海軍軍人。太平洋戦争のバリ島沖海戦において武勲を挙げた後、空母・「信濃」の最初で最後の艦長を務め戦死した。最終階級は海軍少将。

## 生涯
1896年、父・阿部克己(検事のちに弁護士)の五男として生まれる。阿部弘毅 海軍中将(海兵39期)、阿部一郎陸軍大佐は兄。また、カシオ計算機元常務。阿部俊彦(名古屋陸幼48期)は実子にあたる。 1918年、海軍兵学校46期卒業。席次は124名中50位。同期生に猪口敏平、貝塚武男、安田義達、山本岩多などがいる。阿部は水雷学校高等科を修了し、同校教官や教頭、数々の艦長、司令を務めた水雷科専攻士官である。第八駆逐隊司令として太平洋戦争を迎え、バリ島沖海戦では駆逐艦4隻で優勢な連合国艦隊を撃退し武勲を挙げた。第十駆逐隊司令としてミッドウェイ海戦に参戦。 連合艦隊旗艦「大淀」艦長を経て、空母「信濃」艦長に就任。「信濃」は潮岬沖でアメリカ海軍の潜水艦「アーチャーフィッシュ」の雷撃を受け沈没し、阿部は退艦せず「信濃」と運命をともにした。一階級特進し少将に進級。 48歳没。

### 戦歴
- 第八駆逐隊司令　　　
  - マレー沖海戦（1941年12月10日）
  - バリ島沖海戦（1942年 2月20日）
- 第十駆逐隊司令　　　
  - ミッドウェイ海戦（1942年6月 5日）
  - 第二次ソロモン海戦（1942年8月24日）
  - ガダルカナル島撤収作戦1943年2月1日）
- 連合艦隊旗艦「大淀」艦長
  - マリアナ沖海戦 （1944年6月19日）
- 空母「信濃」艦長（1944年8月15日）

### バリ島沖海戦
1942年2月20日、阿部大佐率いる第八駆逐隊はバリ島攻略のため陸軍部隊を乗せた輸送船団を4隻の駆逐艦(朝潮、大潮、荒潮、満潮)で護衛した。陸軍部隊を上陸完了後の出港直後、オランダ海軍カレル・ドールマン少将率いる連合国艦隊に襲撃された。同艦隊はオランダ軽巡洋艦3隻、駆逐艦1隻にアメリカ駆逐艦6隻と魚雷艇5隻からなり、日本軍は圧倒的に不利であった。しかし夜戦を得意とする第八駆逐隊は、砲雷戦を敢行。猛烈な射ち合いとなったが、日本軍の正確な射撃が敵を上回り、オランダ駆逐艦「ピートハイン」を撃沈。アメリカ駆逐艦「スチアート」の舵取機械室を破壊して小破。怯んだ連合国艦隊は隊列を崩して離脱。その後、遅れて続いてきたオランダ軽巡洋艦「トロンプ」と遭遇して砲雷戦を再開。「トロンプ」に砲弾を多数命中させて中破。連合国艦隊を撃退し勝利した。 宇垣纏連合艦隊参謀長は、「戦藻録」のなかで「第八駆逐隊の海戦振りは誠に見事なり。オランダ艦隊に大損害を與えたり。一駆逐艦隊を以て誠に立派なる夜戦なり。司令は阿部弘毅少将の弟なりと云ふ」とこの勝利を賞賛した。またこの年の5月27日の海軍記念日に阿部は築地の東京劇場にて、バリ島沖海戦の勝利について講演する栄誉を与えられ、山本五十六大将より感状が授与された。

### ミッドウェイ海戦・山口多聞と阿部俊雄
1942年6月5日、南雲機動部隊はミッドウェイ海戦にて、主力空母4隻を一日で失う大敗を喫した。この戦闘で阿部は、南雲機動部隊を護衛する第十駆逐隊(秋雲、夕雲、巻雲、風雲)の司令であった。唯一最後に残った空母「飛龍」の山口多聞少将は、機動部隊による猛反撃でアメリカ空母「ヨークタウン」を航行不能(その後沈没)としたが、「飛龍」は敵急降下爆撃機からの爆弾をくらい大火災を起こして航行不能となり傾き始めた。 阿部は乗艦「風雲」を「飛龍」の左舷に横付けして献身的に放水消火を試みるが、火の勢いはおさまらず、ついには「飛龍」山口少将は総員退艦を命じ、自身は「飛龍」の最後を見届け、艦と運命をともにする旨の訓示を行なった。約800 名の乗員が、駆逐艦「風雲」、「巻雲」に移乗が完了すると、阿部は「飛龍」に乗り込み山口少将と加来艦長に誠心誠意、退艦の説得を試みた。 「2艦喪う責の重さも、一将を喪う歎きにかえられません。七生報国とは七度の死線を生き延びること、と山本長官も訓えられているではありませんか」「司令官どうか生きてください、海軍と我々にはあなたこそが、かけがいのない先輩です」と血を吐くような気迫で言葉を投げかけて翻意を促すも、山口少将の返事は、「私は責を全うする。阿部大佐、この戦争は2、3年は激戦の形で続くと思う。その間、君も私と同じ立場になるかもしれない。その時、一艦、一戦隊の沈没や敗辱の責は、一将にとって死にまさるものであることが分かるだろう。敗勢が己の不徳によることなく、たとえ渾身の善戦をなして悔いること無くてもだ。古来、海将にとって艦とはそのようなものではないか。お互い身をゆだねるのはこの海だ。私は「飛龍」とともにお先に征くが、君たちは本海戦の無念を晴らしてくれ」と阿部に言うと、さらに「君が駆逐艦へ退去後、魚雷をこの「飛龍」へ射ち込んで処分してくれ、私がこの世に求める最後の無心、介錯である」と阿部に最後の命令を下した。阿部は駆逐艦へ戻ると、痛恨の思いで決別の魚雷を射ちこみ、山口少将、加来艦長と「飛龍」を海に葬った。  阿部はこの2年5ヶ月後、空母「信濃」艦長として沈没の憂き目に会い、艦と運命をともにすることとなったが、その時、心に去来したのは山口少将の最後の姿だったかもしれない。

### 空母「信濃」艦長

#### (未完成艦と阿部の疑念)
1944年8月15日。阿部は空母「信濃」の艤装委員長(後に艦長)に任命された。奇しくも終戦のちょうど1年前であった。空母「信濃」は、帝国海軍が戦局挽回のいちるの望みをかけて造船した世界最大(当時)の空母であった。(全長256メートル、排水量71904トン)1940年5月から大和型戦艦3号艦として横須賀第6ドックにて建造が進み、船体進行率70%まで形状ができていた。しかし1942年6月、ミッドウェイ海戦で4隻 の主力空母を失うと、海軍軍令部は同年6月30日、「信濃」を戦艦から空母に改造することを決定し、竣工期日を1945年2月として改造が進められた。しかし1944年6月、マリアナ沖海戦で3空母を失うと焦った軍令部は「信濃」の竣工期日を同年の10月15日に繰り上げ工事予定期間残り7ヶ月の所を、わずか2ヶ月半で完了させるように横須賀工廠に命じた。このため「信濃」は軍艦建造史上空前の突貫工事が進められた。軍令部は[とりあえず回航できる最低限の設備のみを完成させて、松山に到着後に残工事を完成する] として防毒区画の気密試験、中甲板以上の区画の気密試験、注排水による傾斜復元試験、その他試験の省略を命じた。 艦の完成度に不安を覚えた阿部は、不良箇所や不安部分の修理を急がせ、工廠側との間で双方懸命な応酬が繰り広げられた。当時、設計主任であった前田龍男技術大佐によると、阿部は非常な責任感から「飛行長や各科長の要求には絶対服従しろ」と要求されましたが、それでは竣工が間に合わない、もう毎日毎日ケンカで、しまいには「お前の顔をも見るのも嫌だ」とまで言われましたと証言する。未完成な「信濃」回航に阿部は幾つもの疑念と心配を抱いていた。 1.全出力15万馬力の「信濃」は、全速27ノットに設計されていたが、12基あるボイラーのうち4基が未完成であったため速力は20ノットぐらいしか出せず、敵潜水艦に襲われた場合、回避ができずに被害を被る可能性があった。 2.被雷した場合、水線下の防御が完璧であればなんとか松山まで辿り着けるであろうが、軍令部の指示で肝心の防水区画の気密試験を省略してしまったので、一室への浸水が各室への浸水とならないか心配があった。3. 敵機動部隊の航空機攻撃を受けた場合、これに対抗する高射砲、噴進砲、機銃の搭載がほぼ無かった 。 4.「信濃」は空母であるが艦載機がなく、沿岸基地航空隊からの上空直衛も見込めないことが、軍令部より伝えられていた。 5.乗員の訓練不足が心配された。約1800名の乗員の大部分は未教育補充兵で、艦内の様子も分からなければ持ち場でどのように働いたら良いかも分からなかった。同型艦「大和」の経験では、乗員が艦を知り尽くし自由に動かすことが出来るまでに1年以上かかったと言う。「信濃」は何から何まで未完成で、焦って回航を急ぐ軍令部に対し、30年近くを海の上で過ごしてきたベテラン阿部にとって「信濃」回航は、危険極まりなく思えた。
1944年10月8日。「信濃」命名式が天皇の代理として、海軍大臣米内光政により艦上にて挙行された。この時期、米内は極秘裏に終戦工作を進めており、もう戦争の帰結は明らかで、「信濃」を進水させても戦況を覆すことは不可能であるという思いを胸に秘めていた。そのためか米内は、恒例の乾杯もせず仏頂面で着席したままの姿は、列席者に異様な印象を抱かせたという。式の最中にも上空にB29が偵察に現れ、軍令部は米軍がすでにドック内の 「信濃」の存在を確認していると考え、空襲は時間の問題で「信濃」をいち早く横須賀から松山へ回航するように急がせた。当時、本州近海の制海権、制空権はアメリカに握られつつあり「信濃」の回航は危険を極めた。
1944年10月25日。フィリピン・ルソン島での海戦で、4隻の空母を1日で失うと、慌てた軍令部は作戦参謀井沢中佐らを「信濃」に派遣して阿部に早期の松山回航を迫った。三上内務長の証言によると、軍令部の若手参謀たちは阿部のことを陰で臆病者だと噂して一日も早く回航するように牽制してきたと言う。開戦以来、常に最前線の海で戦ってきた阿部はこれに対し「この俺が臆病者か?」と苦笑いを浮かべたと言う。阿部の心の内には焦って「信濃」を回航させれば、いざという場合大きな被害と犠牲者を出してしまい、艦の責任者としてそのような無責任なことはできないとの思いがあった。
1944年11月19日。「信濃」引渡し式が艦上で挙行された。 前日、艦長室を訪れた中村航海長、三上内務長らに阿部は「こんな未完成の穴だらけの船を黙って受け取れると思うか」と憤怒の言葉を口にしたという。若い士官の間では「明日はきっと艦長が一悶着起こすぞ」と噂していた。19日、式が行われると横須賀海軍工廠長が引き渡し証書を阿部に渡す際、阿部の手が怒りのためかすかに震えているのを近くにいた三上内務長は見たという。阿部の胸中には怒りがあったが、30年近くを海軍で過ごし、どのような条件でどのような任務を与えられても、これを果たすのが奉公であり、これを拒むことは天皇に対して相済まぬことであるとの意識が身に染みており、阿部は悲憤を抑えて引き渡し証書を受領した。
1944年11月24日。白昼、B29の大編隊が東京上空に現れて爆撃が始まった。この報告を受けた連合艦隊司令長官豊田副武大将は「信濃」を速やかに横須賀から松山へ向けて回航するように阿部に打電してきた。豊田と阿部は連合艦隊司令部が旗艦「大淀」に置かれていた時の司令官と艦長の間柄であった。豊田は「信濃」の回航日及び航路の選定を阿部に一任した。阿部は艦長室に幹部を集めて会議が行われた。この中で、阿部から「未完成な信濃の出港に自信はあるか」と問われた三上内務長は「私には自信がありません。信濃は注排水による傾斜復元の試験をやっておらず、実際に被害があって傾斜した場合、果たして注排水弁がこちらの注文どおりに働いて艦の傾斜を直してくれるかどうかわかりません。また雷爆撃にあったときの防水気密は極めて不完全と思われます。気密テストをやらずに出撃するのは自殺行為であります」と答えた。さらに各科長からも不安視する意見が出たが、すでにこの段階ではどうにもならないもので、阿部は大きな賭けに出ざるを得なかった。阿部は幹部に対し「諸君の言い分はよく分かった。いずれも本艦のことを思ってくれてのことと感謝する。しかし事ここに至ってはこれ以上の猶予は許されない。本艦は11月28日 午後1時30分出撃する」と命令を下した。

#### (航路をめぐる議論)
1944年11月27日。出撃の前夜、艦長室にて松山までの航路をめぐり護衛駆逐艦(浜風、雪風、磯風)の艦長3人と阿部との間で激論が交わされた。 当初、阿部は早朝東京湾を出て味方直衛機と駆逐艦の援護の下に本州沿岸を航行して豊後水道から瀬戸内海に入るコースを考えていた。しかし航空機は南方方面において敵機動部隊と激戦中のため「信濃」の護衛にまわす余裕がないことが軍令部より伝えられ、阿部は航空機の傘のもとに沿岸を航行する案をあきらめざるを得なかった。このため阿部は「夕刻出撃・外洋コース」を提案した。 直近の情報ではアメリカ潜水艦は通商破壊のため東京湾口から相模灘、さらには駿河湾、遠州灘、熊野灘、紀伊水道と、沿岸一体にかけて出没していた。そこで阿部はこれら潜水艦を避け、同時に空襲のない夕刻~深夜を利用して、全速20ノットで遠く外洋を南下して途中西に変針、一気に味方航空機と艦艇が哨戒している豊後水道に向かうコースを阿部は提案した。これに対し「浜風」の前川萬衛艦長、「雪風」の寺内正道艦長は「白昼出撃・沿岸コース」を強く阿部に主張した。護衛駆逐艦3隻は、つい4日前に台湾西方面で激闘を終えて帰ってきたばかりあった。その戦闘で戦艦「金剛」、駆逐艦「浦風」がアメリカ潜水艦の奇襲を受けて沈没するのを真近で見ていた。駆逐艦3隻もそれぞれ被害を受けており、水中聴音機などが破損して肉眼による潜望鏡発見より他に警戒見張りの方法はなく、昼ならば何とか発見が可能であるが、夜の出撃は危険であると主張した。 しかし阿部は、もし「白昼・沿岸コース」をとれば、いちじるしく速力が落ちてしまい東京湾から豊後水道まで12時間近く「信濃」の巨体を太平洋に露出することになり、その場合、敵の航空部隊に発見されることはまず間違いなく、発見されれば九州南方のハルゼー機動部隊の航空機が殺到することは明らかだと推察した。「信濃」には艦載機が1機もなく、味方航空機の上空直援もない中、敵航空機の雷爆攻撃を受けたとき、これに最も有効な12センチ噴進砲が20基搭載の予定が1基も積み込まれてなかった。飛行機の攻撃隊から次から次へと十数発の魚雷攻撃を受ければ、大被害、沈没をまぬがれ得ず、最悪の場合シブヤン海での「武蔵」のようになぶり殺しにあってしまう可能性を阿部は恐れた。(武蔵艦長・猪口敏平は海兵46期で阿部と同期であった)一方、「夕刻出撃・外洋コース」をとっても本州近海には多数のアメリカ潜水艦が待ち構えていて危険であることにかわりはなかったが、全速20ノットが出せれば敵潜水艦をなんとか回避でき、移動時間も短縮できる。(潜水艦アーチャー・フィッシュの最高速度は、水中10ノット、水上19ノットであった）。また敵潜水艦に発見され雷撃された場合でも「信濃」は水線下5メートル以下のバルジにコンクリートが詰めてあり、数発の被雷ならばまず持ちこたえる(防水気密性に不安はあったが...)と阿部は目算した。最終的に、阿部としては「夕刻出撃・外洋コース」の一択しかなくこれに賭けざるを得なかった。激論の結果、阿部は断を下した。「本艦は明日、東京湾において仮伯の後、夕刻に出撃し浦賀水道を抜け松山沖へ向かう」と下令した。しかし結果的にこれが死へのコースとなり、阿部の不安は現実となってしまう。

#### (信濃・出撃)
1944年11月28日。13時30分「信濃」は横須賀を出港、三浦半島東にて時間調整漂泊。総員が甲板に集合して阿部艦長より訓示「本艦はこれより松山沖に向け出撃する。諸君も知る如く、本艦はまだ完全に艤装を終わったとは言えない。しかし戦局重大のとき、敢えて出港に踏み切った艦長の衷情を察し、航海が無事に終わり、戦列に入り得るよう希望してやまない」。18時30分、漂泊をやめ20ノットの速力で外洋に進出。先頭に「雪風」、左右に「浜風」「磯風」を従えていた。
午後19時頃、敵潜水艦の電波を探知。阿部艦長、乗組員に警戒を通達。20時47分、伊豆大島を越えた頃、「信濃」は敵潜水艦「アーチャー・フィッシュ」のレーダーにキャッチされ追跡され始まる。22時頃、先頭を航行していた「浜風」が前方6000メートルに並走する潜水艦のマストらしき物を発見。全速で3000メートルまで肉薄して攻撃態勢にはいるが、阿部は「信濃」の艦影と所在の暴露を恐れて発砲を許可せず「浜風」に引き返す様に命じた。事前の作戦会議で「護衛艦は敵潜水艦を深追いして直衛に隙間をあけない」という取り決めがあった。阿部は発見した敵潜水艦はおとりで、実際には複数艦で包囲されている可能性も考慮し、護衛艦に「信濃」から離れることを許さず、全速20ノットで振り切ろうと考えた。 22時45分、右舷前方に浮上した潜水艦を発見。「浜風」「雪風」は砲撃態勢を取ったが、阿部は発砲を許可せず全速20ノットでの航行を続けた。24時頃、「信濃」機関部で中間軸受けが過熱したため、18ノットに速力を低下。3時17分、アメリカ潜水艦「アーチャー・フィッシュ」の放った6本の魚雷のうち4本が「信濃」右舷に命中。4ヶ所からの浸水が始まり、防水区画の気密性に不安のあった「信濃」は一区画の浸水が次々に他の区画に及び、艦は右舷に6度傾斜、その後さらに傾斜は13度に。 阿部艦長より命令「何とか潮岬方面に向かう。傾斜復元に努めよ」。左舷注水箇所に約3千トンを注水するも傾斜は復元せず。さらに傾斜15度に及ぶ。 阿部艦長、艦内スピーカーにて「皆落ち着け、本艦は不沈艦で絶対に沈まないから安心するように。皇国の勝敗は全てこの艦の運命とともにある。各自冷静に部署を守れ」。5時頃、傾斜増大により機械の運転不能となり速力停止。6時頃、総員で排水作業にあたるも効果なく傾斜は20度になり、エンジン、発電機、電源の全てが停止。
7時頃、阿部艦長より「工廠関係者は飛行甲板に上がれ」がスピーカーで命じられ、工員約200名が艦橋前に集合。阿部艦長より訓示「残念ながら本艦は再起困難である。これより諸君を工廠へ送り返す、無事工廠に帰ったら、粉骨砕身、再び祖国のために働いてもらいたい。敵潜水艦の威力を諸君はよく認識したことと思う。どうか今後は対潜兵器として水中聴音機、探信儀などの開発に尽力してもらいたい。これを諸君に切に依頼して別れの挨拶とする」阿部の訣別の訓示だった。その後総工員、駆逐艦へ移乗。7時30分頃、阿部は最後の望みをかけて、「信濃」と駆逐艦2艦をワイヤーロープでつなぎ、潮岬沖まで曳航して最悪の場合には浅瀬に擱座させてでも「信濃」を救おうと試みる。1回目、阿部艦長自ら艦首にて指揮を取り曳航を試みるも「信濃」はびくとも動かずにワイヤーロープは切れる。2回目は駆逐艦の後部砲塔にワイヤーをグルグル巻きにして、両駆逐艦が全速をかけるも「信濃」は動かず、傾斜はさらにひどくなり、このまま沈没すると両駆逐艦を諸共巻き添えにしてしまう危険性を考え、阿部は曳航を断念。ワイヤーロープの切断を命じた。被雷以来6時間の苦闘を続けたが、「信濃」を救う万策は尽きてしまう。10時25分、傾斜は35度に。阿部艦長、総員退艦用意を下令した。軍艦旗降下、御真影（天皇の写真）の移艦を命じる。 10時37分、阿部艦長「総員退艦」を命じる。10時57分、「信濃」沈没。阿部艦長は退艦せずに安田督航海士とともに艦首の菊の御紋付近にて「信濃」と運命を共にし、死亡した。(艦橋のマストに軍艦旗で体を縛り付けていたという目撃談もある)。

#### (「信濃」沈没原因と海軍軍令部)
1944年12月17日。「信濃」沈没の真因追求のため「S事件調査委員会」が、芝の水交社で開かれた。三川軍一中将を委員長として軍令部、艦政本部、設計担当技術官など12名で構成された委員会は、「信濃」の生存した乗員を招集して被告人のように次々と質問をあびせた。乗員達は心の内で、ひどい未完成艦を設計して造船したのは造船関係のお偉方であり、気密試験も行わずに焦って出港を命じたのは、質問の側に立っている軍令部幹部ではないのか?またそんな重要の艦を、なぜ昼間の出港にして、駆逐艦8隻と、爆撃機、戦闘機一個中隊ほどの護衛をなぜつけなかったのか？上の方がやるべき事をやらないで、責任を現場に押し付けようとするさまに、怒りを覚えたという。委員会の焦点は、なぜ夜間外洋航路を選んだのか、なぜわずか4発の魚雷で沈んでしまったのかに絞られた。前者については、軍令部が飛行機の援護を出さなかったための阿部の決断であり、重要な空母に飛行機の援護をつけなかったのは軍令部の責任であった。後者については、艦内の防水構造と設備に大きな欠陥があったことは明確でこれは工廠側の手落ちではあるが、もとはといえば急がせて突貫工事を命じた軍令部に責任があった。しかし委員会幹部は自己保身のための事大主義を貫き、「信濃」沈没は乗員の不注意が原因という雰囲気で、一方的に押しまくる展開が繰り返された。「信濃」側には、阿部をはじめ大佐クラスは戦死していたため、乗員側の立場を強調できる者がいなかったこともある。「S事件調査委員会報告書」は委員会によって最終的にまとめられたが、終戦のどさくさにまぎれ軍令部により全て焼却され、闇に葬られてしまい詳細は不明である。千早正隆元参謀の回顧によると「報告書の要点は大体3点で、1.防水区画の不備、気密試験の省略、注排水装置の欠陥。2.航路の選定及び護衛計画。3.被雷後の応急処置、乗員の未習熟訓練不足。と結論付けられていたが委員会は敗戦間近の雰囲気もあり、関係者の全部が悪いという曖昧な結論で、肝心の沈没原因が徹底的に究明されていなかった」と記憶する。
レイテ、マリアナの両海戦で空母の大部分を失った海軍軍令部にとって「信濃」は最後の希望であり、その完成を渇望するがあまり、工期繰り上げによる突貫工事を命じ、艤装、各種試験や乗員の訓練を省略、さらにB29の出現に狼狽して時間に追い詰められ、いわば骨抜き状態のまま、万が一という偶然の幸運を願ったような出撃を命じてしまった海軍軍令部に「信濃」沈没の責任は問われる。外洋コースを選択した阿部に対する批判もあるが、この時期、本州近海の制空海権はすでにアメリカに握られており、横須賀から松山に軍艦を移動させること自体が困難であり、増してや未完成艦に大した護衛もつけずに出撃させるのは自殺行為に近く、出撃を余儀なくさせられた阿部にとっては痛恨の極みであった。

#### (息子・俊彦と潜水艦艦長エンライトの会談)
1990年7月19日、阿部艦長の息子、阿部俊彦は自身の著作本「Japan’s Hidden Face」(Bain Bridge Books) Toshihiko Abeの取材のため、カリフォルニア州カーメルヴァレーにある退役軍人ジョセフ・F・エンライト(元潜水艦アーチャーフィッシュ艦長)の自宅を訪れた。俊彦によると、エンライトは礼儀正しく迎え入れてワインを振る舞うと「阿部艦長に個人的感情はない。私は自分の任務を遂行したに過ぎないが、あなたの母には心からのお悔やみを申し上げたい」と言い、当時の戦闘状況を海図を出して詳しく説明した。戦時、陸軍幼年学校生徒(48期)であった俊彦は元軍人同士意気投合し、エンライトに父と同じ海軍の匂いを感じたと言う。二人は別れる際にお互い「2度とあのような戦争がないことを祈る」と言い握手を交わした。俊彦は自著「憂国の情理」の中で「恩讐の念は彼方へ去り、私の太平洋戦争が終わった瞬間」と述べている。

### 人物像
任官以来一貫して水雷畑を歩き続けた典型的な「水雷屋」である。数々の海戦を経験した実践肌の武人であるが、子供のような愛嬌とさっぱりした気性が、同僚、部下に親しみと同時に信頼感を抱かせる人柄であった。旧部下は「古武士的風格をそなえていた」と口をそろえて言う。喜代夫人によると、何かあるとすぐ「俺が腹を切る」というのが口ぐせで、部下に対しては「めったなことに死に急ぐな」ということを日頃の訓戒としていた。また平素から軍務に関しては一言も家族にもらさぬ性格で、最後の出撃前日も「信濃」に関しては一切触れることなく、庭に出て海軍関係の書類を全て燃やしていたという。夫人は後から思えば、あのとき夫は退路を断ち、死を決していたのだと回顧する。

## 年譜
- 1896年  4月27日  愛媛県生
- 1914年  3月24日  大阪・今宮中卒業
- 1918年 11月21日  海軍兵学校46期卒業
- 1919年  8月 1日  海軍少尉・「筑摩」乗艦
- 1921年  5月20日  海軍水雷学校卒業
- 1921年 12月 1日  海軍砲術学校卒業
- 1921年 12月 1日  海軍中尉・「長門」乗艦
- 1923年  2月10日  「八雲」乗艦
- 1924年 12月 1日  海軍大尉
- 1925年 12月 1日  「第15号駆逐艦」乗員
- 1926年 12月 1日  「第28号駆逐艦」艤装員・水雷長
- 1927年 12月 1日  「長良」水雷長
- 1929年 11月30日  水雷学校教官
- 1930年 12月 1日  海軍少佐
- 1931年 12月 1日  「文月」艦長
- 1933年 11月15日  「伏見」艦長
- 1934年 11月15日  「隅田」艦長
- 1935年  3月 1日  水雷学校教官
- 1935年 11月15日  海軍中佐
- 1936年  1月10日  通信学校 兼 砲術学校 兼 潜水学校教官
- 1937年 12月 1日  「朝霧」艦長
- 1938年 12月15日  第一根拠地隊参謀
- 1939年 11月15日  第21駆逐隊司令
- 1940年 11月15日  海軍大佐
- 1941年  9月 1日  第8駆逐隊司令(マレー沖海戦、バリ島沖海戦)
- 1942年  3月14日  第10駆逐隊司令(ミッドウェイ海戦、第2次ソロモン海戦、南太平洋海戦、第3次ソロモン海戦)
- 1943年  2月20日  水雷学校教頭 兼 技術会議員 兼 研究部長
- 1944年  5月 6日  「大淀」艦長(マリアナ沖海戦)
- 1944年  8月15日  「信濃」艤装員長
- 1944年 10月 1日  「信濃」艦長
- 1944年 11月29日  横須賀より松山へ回航中だった「信濃」がアメリカ海軍潜水艦「アーチャー・フィッシュ」の雷撃を受け沈没 。退艦せず死亡した。
- 1944年 11月29日  海軍少将に特進

## 栄典
- 1919年（大正8年）9月10日 - 正八位[56]